# Родос (округ)
Округ Родос (грч.  - periferiakí enótita Rodou) је округ у периферији Јужни Егеј у југоисточној Грчкој. Управно средиште округа је град Родос на истоименом острву Родос, које је средишње у округу. Округ обухвата веће острво Родос четири осредња (Мегисти, Сими, Тилос, Халки) и више мањих острва и хриди, суштински источни део Додеканеза.
Округ Родос је успостављен 2011. године на поделом некадашње префектуре Додеканез на 5 округа.

## Природне одлике
Округ Родос је острвски округ у крајње југоисточном делу Грчке, који обухвата веће острво Родос (чак 88% површине округа) четири осредња (Мегисти, Сими, Тилос, Халки) и више мањих острва и хриди, која су смештена као међа између Егејског и Средоземног мора. Дата острва су удаљенија од грчког копна, али су зато близу турског (Мала Азија).
Острва су махом планинска. Острва ближа копну (нпр. Родос) имају подземне изворе воде, па су са значајним растињем и погоднија за живот. Друга острва, удаљенија д копна, су са мало воде, па су већином под голетима. Омања равница постоји на источној обали Родоса и она је плодна и густо насељена.
Клима у округу је средоземна.

## Историја
Погледати: Родос

## Становништво
По последњим проценама из 2001. године округ Родос је имао преко 120.000 становника, од чега чак 97% живи на острву Родос. Такође, око 1/2 окружног становништва живи у седишту округа, граду Родосу.
Етнички састав: Главно становништво округа су Грци, а у граду Родосу живи и малобројна муслиманска мањина.
Густина насељености је око 76 ст./км², што је приближно просеку Грчке (око 80 ст./км²). Међутим, острво Родос је значајно гушће насељено од осталих мањих острва у округу.

## Управна подела и насеља
Округ Родос се дели на 5 општина (број је ознака општине на карти):
1. Мегисти - 10
2. Родос - 1
3. Сими - 13
4. Тилос - 14
5. Халки - 15

Град Родос је највеће насеље и седиште округа и једино његово велико насеље (> 10.000 ст.).

## Привреда
Становништво округа Родос је традиционално било окренуто поморству и средоземној пољопривреди (агруми, маслине). Иако су дате делатности и данас развијене, оне су у сенци туризма. Током протеклих деценија округ је постао туристичко одредиште у Грчкој, посебно монденски Родос.